# 하인호
하인호(1989년 10월 10일 ~ )는 대한민국의 축구 선수이며 포지션은 수비수이다.

## 수상

### 선수
안산 무궁화 FC
- K리그 챌린지 : 우승 (2016)